# Championnat d'Australie de football 2007-2008
Navigation
Saison précédente Saison suivante
La saison 2007-2008 du Championnat d'Australie de football est la 32e édition du championnat de première division en Australie et la 3e édition  sous l'appellation A-League. 
La A-League regroupe sept clubs du pays (plus une formation néo-zélandaise, les Wellington Phoenix) au sein d'une poule unique, où ils s'affrontent trois fois au cours de la saison. À la fin de la compétition, les quatre premiers du classement disputent la phase finale pour le titre. Le championnat fonctionne avec un système de franchises, comme en Nouvelle-Zélande ou en Major League Soccer ; il n'y a donc ni promotion, ni relégation en fin de saison.
Après avoir terminé la saison régulière à la 2e place du classement, c'est le club des Newcastle Jets qui remporte la compétition après avoir battu lors de la finale nationale le club de Central Coast Mariners FC. C'est le tout premier titre de champion d'Australie de l'histoire du club. Newcastle Jets se qualifie du même coup pour la prochaine Ligue des champions de l'AFC 2009, tout comme Central Coast Mariners, leader du classement à l'issue de la saison régulière.
La franchise néo-zélandaise change à partir de cette saison : les Wellington Phoenix prennent la place des New Zealand Knights FC, qui a fait faillite à la fin de la saison précédente.

## Les 8 clubs participants
| Club                   | Ville      | État                   | Entraîneur      | Stade                   | Capacité |
| ---------------------- | ---------- | ---------------------- | --------------- | ----------------------- | -------- |
| Adélaïde United        | Adélaïde   | Australie-Méridionale  | Aurelio Vidmar  | Hindmarsh Stadium       | 17 000   |
| Central Coast Mariners | Gosford    | Nouvelle-Galles du Sud | Lawrie McKinna  | Central Coast Stadium   | 20 119   |
| Melbourne Victory      | Melbourne  | Victoria               | Ernie Merrick   | Etihad Stadium          | 53 359   |
| Newcastle United Jets  | Newcastle  | Nouvelle-Galles du Sud | Gary van Egmond | EnergyAustralia Stadium | 26 164   |
| Perth Glory            | Perth      | Australie-Occidentale  | David Mitchell  | Perth Oval              | 20 500   |
| Queensland Roar        | Brisbane   | Queensland             | Frank Farina    | Suncorp Stadium         | 52 500   |
| Sydney FC              | Sydney     | Nouvelle-Galles du Sud | John Kosmina    | Sydney Football Stadium | 45 500   |
| Wellington Phoenix     | Wellington | Nouvelle-Zélande       | Ricki Herbert   | Westpac Stadium         | 36 000   |

## Compétition

### Première phase
Le barème utilisé pour établir le classement est le suivant :
- Victoire : 3 points
- Match nul : 1 point
- Défaite : 0 point

| Rang | Équipe                 | Pts | J  | G  | N | P  | Bp | Bc | Diff |
| ---- | ---------------------- | --- | -- | -- | - | -- | -- | -- | ---- |
| 1    | Central Coast Mariners | 34  | 21 | 10 | 4 | 7  | 30 | 25 | +5   |
| 2    | Newcastle United Jets  | 34  | 21 | 9  | 7 | 5  | 25 | 21 | +4   |
| 3    | Sydney FC              | 32  | 21 | 8  | 8 | 5  | 28 | 24 | +4   |
| 4    | Queensland Roar        | 31  | 21 | 8  | 7 | 6  | 25 | 21 | +4   |
| 5    | Melbourne Victory T    | 27  | 21 | 6  | 9 | 6  | 29 | 29 | 0    |
| 6    | Adélaïde United        | 26  | 21 | 6  | 8 | 7  | 31 | 29 | +2   |
| 7    | Perth Glory            | 20  | 21 | 4  | 8 | 9  | 27 | 34 | -7   |
| 8    | Wellington Phoenix     | 20  | 21 | 5  | 5 | 11 | 25 | 37 | -12  |

|  | Qualification pour la Ligue des champions 2009 et la phase finale |
|  | Qualification pour la phase finale                                |
|  | T : Tenant du titre                                               |

### Phase finale

#### Premier tour
| Équipe 1                  | Résultat | Équipe 2                 | Aller | Retour |
| ------------------------- | -------- | ------------------------ | ----- | ------ |
| Central Coast Mariners FC | 3 - 2    | Newcastle United Jets FC | 0 - 2 | 3 - 0  |
| Sydney FC                 | 0 - 2    | Queensland Roar          | 0 - 0 | 0 - 2  |

#### Demi-finales
| Équipe 1                    | Résultat | Équipe 2        |
| --------------------------- | -------- | --------------- |
| Newcastle United Jets FC ap | 3 - 2    | Queensland Roar |

#### Finale
| Équipe 1                  | Résultat | Équipe 2                 |
| ------------------------- | -------- | ------------------------ |
| Central Coast Mariners FC | 0 - 1    | Newcastle United Jets FC |

## Bilan de la saison
| Championnat d'Australie de football 2007-2008                        |                                      |
| Champion                                                             | Newcastle United Jets FC (1er titre) |
| Qualifications continentales                                         |                                      |
| Ligue des champions de l'AFC 2009                                    | Newcastle United Jets FC             |
| Ligue des champions de l'AFC 2009                                    | Central Coast Mariners FC            |
| Promotions et relégations                                            |                                      |
| Promus en Championnat d'Australie de football                        | Aucun                                |
| Relégués en Championnat d'Australie de football de deuxième division | Aucun                                |

## Statistiques

### Meilleurs buteurs
| Rang | Buteurs        | Clubs                  | Nb de Buts |
| ---- | -------------- | ---------------------- | ---------- |
| 1    | Joel Griffiths | Newcastle United Jets  | 12         |
| 2    | Shane Smeltz   | Wellington Phoenix     | 9          |
| 3    | Alex Brosque   | Sydney FC              | 8          |
| 3    | Jamie Harnwell | Perth Glory            | 8          |
| 4    | Daniel Allsopp | Melbourne Victory      | 7          |
| 4    | John Aloisi    | Central Coast Mariners | 7          |

### Meilleurs joueur, espoir, gardien et entraîneur
| Meilleur joueur | Meilleur joueur       | Meilleur espoir | Meilleur espoir | Meilleur gardien   | Meilleur gardien  | Meilleur entraîneur | Meilleur entraîneur   |
| --------------- | --------------------- | --------------- | --------------- | ------------------ | ----------------- | ------------------- | --------------------- |
| Joel Griffiths  | Newcastle United Jets | Bruce Djite     | Adélaïde United | Michael Theoklitos | Melbourne Victory | Gary van Egmond     | Newcastle United Jets |